# أوبال

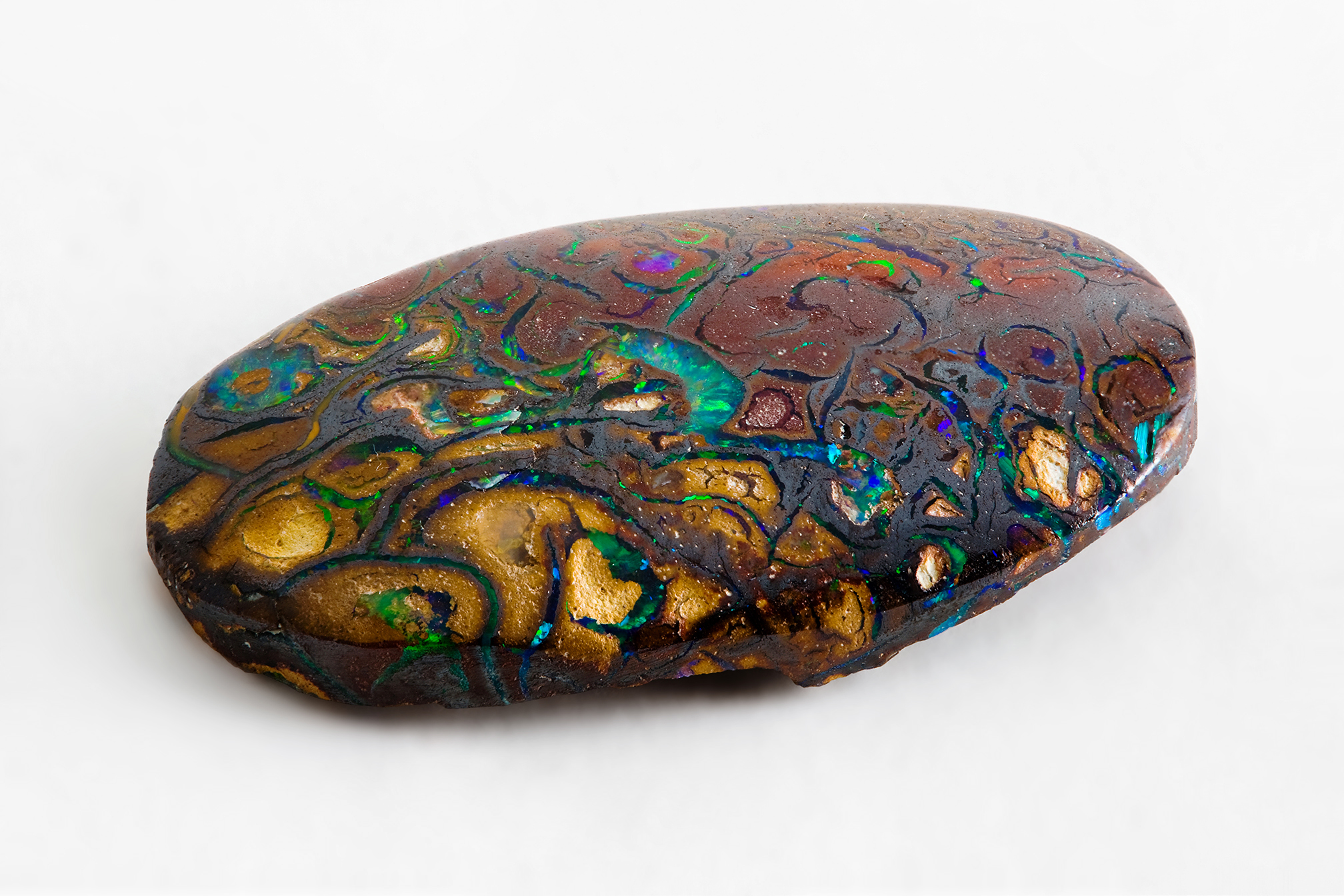
نوع من الأوبال، استُخرِج من مناجم بلدة يووا الأسترالية.

عين الشمس أو أوبال (بالإنجليزية: Opal)‏؛ حجر كريم نصف شفاف له لمعان مُتلألئ، وهو نوع من السيليكا غير المتبلورة (سيليكا مائي)، يختلف في اللون من شفاف إلى أبيض حليبي، مع عدد لا حصر له من الألوان الأخرى من الأخضر والأحمر والأصفر والبني والأسود. يحتوى على الماء بكمية قد تصل إلى 20 ٪. استخدم الأوبال بوصفهِ حجراً كريماً في العديد من الثقافات منذ آلاف السنين. ويعد هذا الحجر من الأحجار الوطنية الأسترالية، حيث يتواجد في أستراليا بكميات كبيرة وأنواع مختلفة وباهرة.

## التسمية
أوبال كلمة سنسكريتية قديمة.

## مواطنه

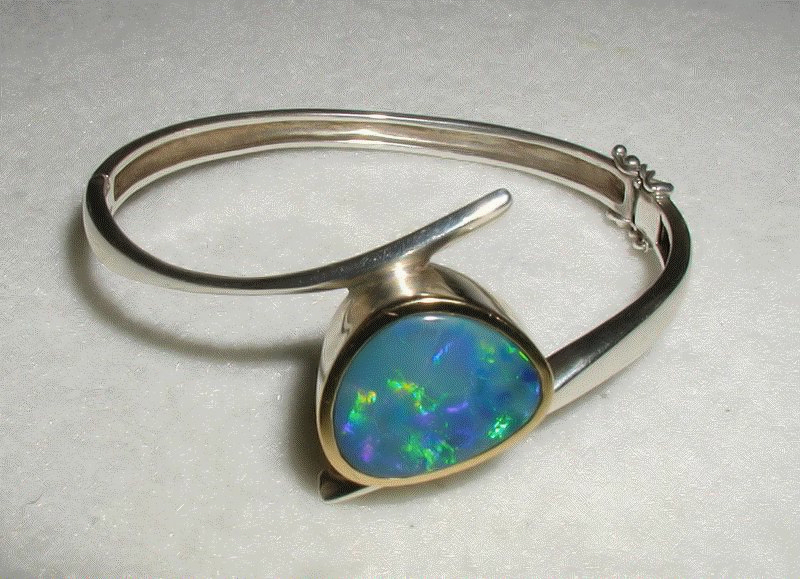
خاتم مُزيّن بحجر من الأوبال.

تعد القارة الأسترالية أهم وأشهر مواطن الأوبال الثمين في العالم وإن كانت اقطار أخرى قد عرفته قبل اكتشاف هذه القارة، بيد أن الكميات الكبيرة والأنواع المثيرة منه هنا جعلته حجر أستراليا الوطني دون منازع فقدمت الأرض الجديدة لعالم المجوهرات أكبر أوبال ثمين في الوجود وهي الجوهرة (اولمبك تسترليس) التي تزن 127 رطلًا وبلغت أبعادها 10×5.5×5 إنش. وتتوزع مواطن الأوبال الأسترالي في ثلاثة أقاليم، هي:
- أستراليا الجنوبية: اكتشف الحجر لأول مرة في إنكستون عام 1849، وشهد الإنتاج في هذا الإقليم تطورًا كبيرًا حتى بلغت قيمته في الربع لأخير من عام 1963 فقط نحو 3,250,000 جنية ومن أشهر حقول الأوبال في هذا الإقليم هما حقلي كوبربيدي واندموكا.[6] [7]
- نيوساوث ويلز: تعد وايت كلفس ولفتنج رج أشهر حقول هذا الإقليم بلغ مجمل إنتاج أستراليا الجنوبية ونيوساوث ويلز عام 1902 نحو 140000 باوند وتحقق في منطقة لفتنج رج وحدها عام 1909 نحو اربعين ألف باون ارتفعت عام 1910 إلى 46200 باوند لتصل إلى 57300 عام 1911.
- كوينسلاند: تحقق ثاني أهم اكتشاف للأوبال في أستراليا كلها عام 1872 في كل من لستويل دوانز وسبرنكشر.
- أمريكا اللاتينية: في المكسيك وهندوراس.
- المجر[8]
- اثيوبيا [9]

## وصلات خارجية
- أنواع الأحجار الكريمة